# Myrmeleon lynceus
Myrmeleon lynceus là một loài côn trùng trong họ Myrmeleontidae thuộc bộ Neuroptera. Loài này được Fabricius miêu tả năm 1787.